# Tropidurus hygomi
Tropidurus hygomi là một loài thằn lằn trong họ Tropiduridae. Loài này được Reinhardt & Lütken mô tả khoa học đầu tiên năm 1861.